# NGC 4325
NGC 4325 (другие обозначения — NGC 4368, MCG 2-32-19, ZWG 70.37, VCC 616, NPM1G +10.0298, PGC 40183) — галактика в созвездии Дева.
Этот объект занесён в новый общий каталог несколько раз, с обозначениями NGC 4325, NGC 4368.
Этот объект входит в число перечисленных в оригинальной редакции «Нового общего каталога».
В ядре галактики имеется богатая  металлами структура.